# Mas Povia
Povia és una masia del municipi de Biosca (Solsonès) que forma part de l'Inventari del Patrimoni Arquitectònic de Catalunya.

## Situació
És una de les masies del veïnat dispers de Lloberola, al nord del terme municipal. Es troba en uns replans que s'estenen al marge dret de la riera de Lloberola. S'hi accedeix des de la carretera asfaltada de Lloberola a Sant Climenç. A 3,7 km de Lloberola, més amunt de la masia del Venque, un trencall senyalitzat direcció a Hostal Nou hi mena.

## Descripció
És un edifici de grans dimensions, consta de quatre façanes i quatre plantes. A la façana nord-oest, a la planta baixa hi ha dues finestres, a la següent planta hi ha una finestra, a la planta següent, n'hi ha tres i a la darrera també.
A la façana sud-oest, s'hi accedeix per una entrada d'arc rebaixat amb porta de fusta de doble batent, i coberta a la part superior. A la planta baixa de la façana, hi ha una petita espitllera. A la planta següent, hi ha cinc finestres emmarcades amb carreus i ampit. A la darrera planta, hi ha tres finestres emmarcades amb carreus i ampit.
A la façana sud-est, hi ha una entrada amb arc rebaixat, i amb petita coberta. A la planta següent hi ha tres balcons amb barana de ferro. L'entrada als balcons estant emmarcades amb carreus. A la planta següent, hi ha quatre finestres emmarcades amb carreus i ampit, excepte la segona per la dreta. A la darrera planta hi ha tres finestres emmarcades amb carreus i ampit.
A la façana nord-est, dona a un gran jardí, on a l'extrem hi ha una entrada amb porta corredissa. A la planta baixa, hi ha alguna espitllera. A la planta següent, hi ha tres finestres emmarcades amb carreus i ampit, i, a la dreta de tot, una entrada a l'edifici. A la planta següent, hi ha una finestra. La coberta és de dos vessants (nord-est, sud-oest), acabada amb teules.
Davant de la façana nord-oest, hi ha un petit edifici d'una planta, que actualment és on viuen els masovers. A la façana sud-oest, a la dreta hi ha l'entrada a l'edifici, a la seva esquerra, hi ha dues finestres, una entrada petita i una altra que dona al garatge. A la façana sud-est no hi ha cap obertura. A la façana nord-est, hi ha quatre finestres. A la façana nord-oest, no hi ha cap obertura. La coberta és de dos vessants (sud-oest, nord-est), acabada amb teules. Hi han 2 edificis situats, un davant de la façana sud-est, i l'altre davant de la casa dels masovers. En el recinte també hi ha una pista de tenis.